# Pitztal
Pitztal är en 40 km lång dalgång i förbundslandet Tyrolen i Österrike. Dalgången genomflyttas av ån Pitze (eller Pitzbach).
Här finns skidområdet "Pitztaler Gletscher" med 1,2 miljoner turister per år. Därför har regionens hotell och pensionat sammanräknad 8 000 sängar. Vanligtvis samlas sportlerna under vintern i orterna Jerzens och St. Leonhard im Pitztal.